# Liste des grands-rabbins de Genève
La liste des Grands-rabbins de Genève inclut les rabbins :
- 1859-1908
  - Joseph Wertheimer (1833-1908)
- 1908-1923
  - Ernest Ginsburger (1876-1943)
- 1933-1946
  - Salomon Poliakof (1889-1958)
- 1948-1989
  - Alexandre Safran  (1906-2006)
- 1989-1995
  - David Messas (1934-2011).
- 1995-2000
  - Marc Raphaël Guedj (1950-  )
- 2000-2022
  - Izhak Dayan (1953-  )
- 2022-
  - Mikhaël Benadmon (1972-  )